# Gaivota-de-audouin

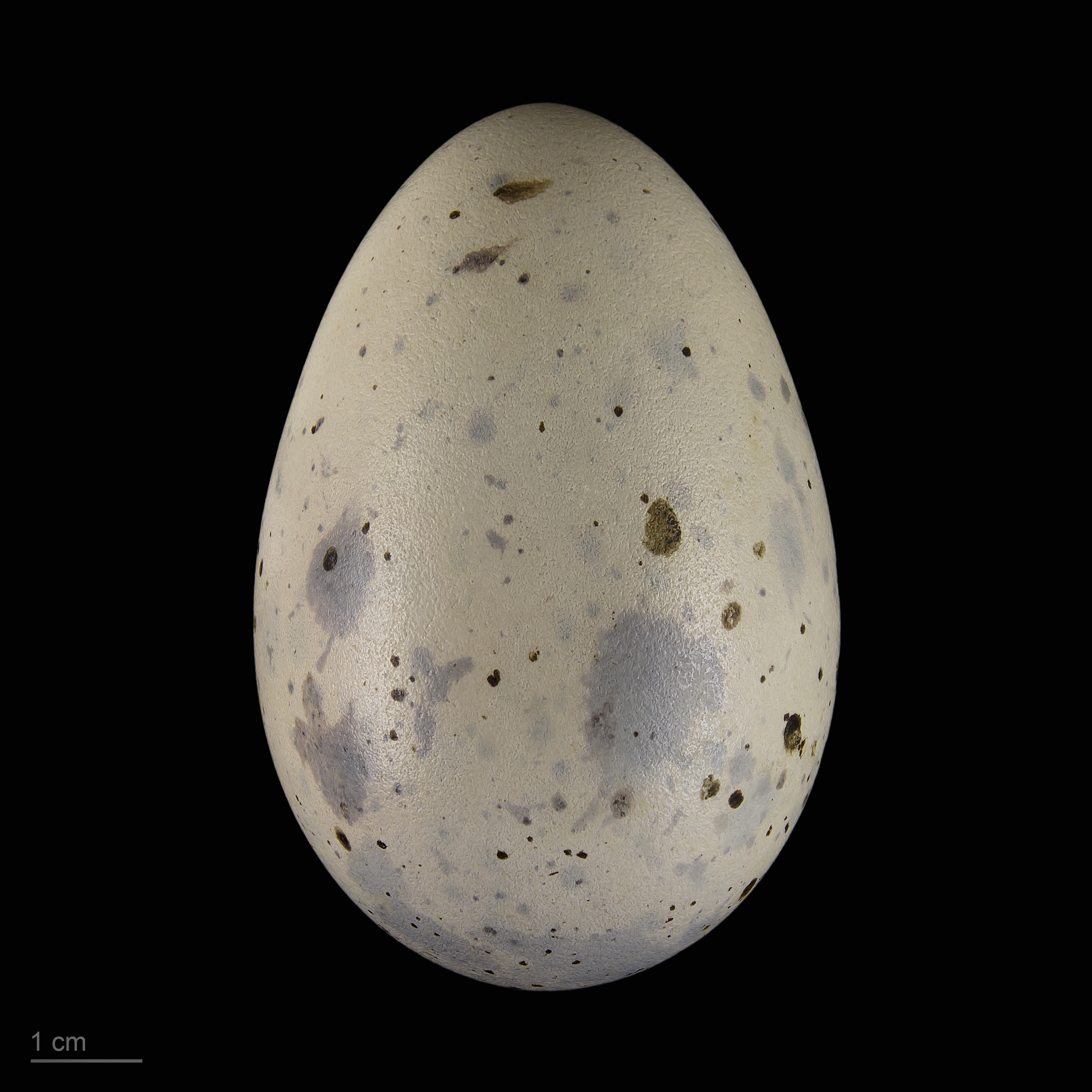
Ichthyaetus audouinii - MHNT

Gaivota-de-audouin ou gaivota-de-bico-coral (Ichthyaetus audouinii) é uma ave da família Laridae. É maior que o guincho-comum. Os adultos têm as patas acinzentadas e o bico vermelho.
Esta gaivota, até há pouco tempo considerada a gaivota mais rara da Europa, distribui-se sobretudo pela bacia do Mediterrâneo, tendo começado a nidificar no Algarve no início do século XXI.

## Subespécies
A espécie é monotípica (não são reconhecidas subespécies).